# سدریک نیکولاس-ترویان
سدریک نیکولاس-ترویان (به انگلیسی: Cedric Nicolas-Troyan) او یک کارگردان فیلم، دستیار کارگردان و هنرمند جلوه‌های تصویری فرانسوی است.

## فیلمشناسی
او برای فیلم ۲۰۱۲ سفیدبرفی و شکارچی (۲۰۱۲) نامزد جایزه اسکار و جایزه اسکار بهترین جلوه‌های تصویری شد. همچین او کارگردان فیلم‌های شکارچی زمستان (۲۰۱۶) و کیت قاتل (۲۰۲۲) است.